# MÄR
『MÄR - Märchen Awakens Romance』（メル）は、安西信行による日本の少年漫画。累計部数は900万部。2019年8月5日から2022年8月14日まで、スマートフォン用コミックアプリの『サンデーうぇぶり』にてリバイバル連載がなされていた。

## 概要
2003年1月から2006年7月まで『週刊少年サンデー』（小学館）で連載されたバトルファンタジー漫画。タイトルは、ドイツ語のMärchen（メルヘン）にちなむ。話数カウントは「AKT-」。海外表記は魔兵傳奇（台湾）、메르（韓国）等。
2000年代の『週刊少年サンデー』を代表する看板作品の一つである。2003年にサンデーCM劇場内でアニメ化、2005年4月に『MÄR-メルヘヴン-』のタイトルでテレビ東京系列にてTVアニメ化、その後コナミデジタルエンタテインメントからテレビゲーム・トレーディングカードゲーム化された。
当時読者アンケート上位の常連であり本誌連載の作品としては、単行本の売り上げが『名探偵コナン』に続く第2位まで上昇するほどのヒット作であった。が、安西の意向により全15巻で終わることとなる。そして2006年39号から2007年28号まで、星野倖一郎の作画による続編『MÄRΩ』（オメガ）が連載された（全4巻）。メルの公式ファンブック『アクトシルバー』も発売された。
アニメにおいては、テーマソングを全てのオープニング・一部のエンディングにおいてGARNET CROWが歌っている。特に2006年の同アーティストのシングルCDリリースは「籟・来・也」「まぼろし」を除き、すべて同番組のタイアップである。その理由としてGIZA studioのバックアップによることが挙げられる。

## 制作背景
本作のアイデアが生まれたのは安西が高校生位の頃であり、この時は主人公が少女かつ海賊という全く異なる設定だった。その後1998年に設定を変えてプロトタイプ版となる「FAIRY SNOW」を個人誌「DRILL CAPSULE  Ⅱ」、「DRILL CAPSULE  Ⅲ」に掲載。同年内に海外取材、設定作り等を経て本作の発表に至った。

## 売上・評価

### 売上
| 巻数 | 初版発行部数 | 累計発行部数 |
| ---- | ------------ | ------------ |
| 3    | 24万         | 81万         |
| 4    | 45万         |              |
| 6    |              | 250万        |
| 7    |              | 300万        |
| 8    | 35万         | 350万        |
| 9    |              | 450万        |
| 11   |              | 630万        |
| 12   | 46万         | 649万        |
| 13   | 46万         | 700万        |
| 14   | 46万         |              |
| 15   | 45万         | 787万        |

### 国外での売上
- インドネシアの出版社（Elex Media Komputindo）によると2008年の売り上げランキングは11位だった[6]。
- フランスでの2007年年間売り上げは108,528部で17位[40]、2008年は104,203部で23位[41]、2009年は54,850部を売り上げ、43位だった[42]。

### 影響、批評等
反響
2003年6月に発売された1巻は売り切れ続出となった。トーハン週報によると、2005年春時点でNANA等と並び、単行本の売れ行きが特によい作品であった。また連載中は、毎年同社発表の年間売り上げ良書の中に入っていた。電子書籍版はめちゃコミックが2017年2月に発表した週間漫画ランキング少年コミック編では3位、ネットメディアmoemeeによると、2020年時点での異世界漫画ランキングの売り上げは5位だった。
影響
元声優の今村彩夏やレースクイーン等で活躍する瀬谷ひかるは、自身がオタクになったきっかけとして本作の名をあげている。更に瀬谷はオーディション時にプレイしたゲームを聞かれた際、本作のゲームをプレイしたと語っている。同時にアルヴィスがお気に入りとも発言している。
批評
ライターの柴田維は「ドラゴンクエスト」等の有名RPGで使われている手法がふんだんに盛り込まれていると評し、面白い漫画100選に選出している。クリエイターのコウサカチヅルはキャラデザや絵柄等を沸ると評している。米国ジャーナリストのJason Thompsonは自著内で話が予想出来るがテンポが良く、画力が素晴らしいと評している。更に烈火の炎で見られた仮面の敵キャラ、魔法の派手だが単調な描写といった要素を流用しているが、より少年漫画にふさわしい若い雰囲気を表現しているとして4点中2.5点の評価を与えた。
ノミネート
2005年には第50回小学館漫画賞 少年向け部門最終候補に選出されたが、受賞は逃した。

## あらすじ

### 1-4巻
メルヘンの国に憧れていた普通の中学2年生・虎水ギンタは、「門番ピエロ」と呼ばれるÄRMの力で異世界、メルヘヴンへ召喚された。この世界では、ÄRMという魔法のアクセサリーが存在し、それを使用することによって、使用者に力を与えることができる。メルヘヴンに来たギンタは「バッボ」という生きたÄRMと出会い、仲間たちと出会う。そこで戦闘集団「チェスの兵隊（コマ）」に世界が荒らされていることを聞かされ、立ち向かうことを決意する。

### ウォーゲーム前半
チェスの遊戯戦争、ウォーゲームが開戦。順当に勝ち進んでいくメルチーム。途中ドロシーに誘われ、魔法都市カルデアに向かう。そこでチェスのクイーンがドロシーの姉であることを聞かされる。直後にファントムがカルデアを襲撃。ギンタは立ち向かうも敗北する。

### ウォーゲーム後半
後日、再びウォーゲームの続試合が開催。同じく順当に勝ち進んでいくが6th試合の最中、クイーンの命を受けたマジカル・ロウによってスノウが攫われる。試合後、ファントムから直々に最終決戦を行うことを伝えられ、各自修練の門で修行を積む。最終決戦が開催され、各々縁がある相手と戦う。最終戦はキャプテンであるギンタとファントムの対戦となり、激闘の末にギンタが勝利する。

### 15巻
仲間たちとチェスの本拠地であるレスターヴァ城に乗り込んだギンタ。アルヴィスはファントムの不死を解くÄRM、プリフィキアーヴェを使い、彼を倒す。ギンタスノウを救出。ドロシーはディアナのいる部屋に向かい激闘の末に彼女を倒す。ギンタはキングと対峙し勝利。城は元に戻り、ギンタはマジックストーンで逆門番ピエロを生成し、父親と共に仲間たちに別れを告げ、元の世界に帰還。ギンタとダンナは大切な人と再会し、仲間たちはそれぞれの道を歩み、物語は幕を閉じる。

## 登場人物
ここでは一部の主要人物のみ記載する。担当声優は特筆ない限りはテレビアニメ版での配役。
虎水 ギンタ（とらみず ギンタ）
声 - くまいもとこ （テレビCM版・テレビアニメ版・第1話 - 第89話）→比嘉久美子（アニメ90話以降）
本作の主人公。メルヘン好きの普通の中学生だったがアルヴィスに呼ばれ、異世界へと誘われる。そこで仲間たちと出会い、チェスの駒と戦っていく。
バッボ
声 - 銀河万丈（テレビCM版・テレビアニメ版）
ギンタの相棒。見た目は顔のついたけん玉。マジックストーンをはめるとギンタの想像力によって、さまざまな姿に変わる。
スノウ
声 - 清水愛
本作のヒロイン。メルヘヴン一の大国、レスターヴァの王女。チェスの駒に城を乗っ取られエドと共に逃げた先でギンタと出会う。メインウェポンは雪だるまの「ユキちゃん」。
ドロシー
声 - 中島沙樹 / 池澤春菜（テレビCM版）
悪名高い魔女。冷徹すらいえる気丈な性格だが、時々少女らしい一面もある。
ジャック
声 - 阪口大助
パヅリカ島に暮らしている少年。後にギンタの一番の親友となる。
アルヴィス
声 - 保志総一朗 / 石田彰（テレビCM版）
ギンタをメルヘヴンに呼んだ本人。元クロスガード所属。6年前に回り切ると生ける屍と化す呪いである「ゾンビタトゥ」の洗礼をファントムから受けている。
ナナシ
声 - 小野坂昌也
盗賊ギルド「ルベリア」のボス。「ナナシ」という名前はガリアンによって付けられた。
アラン
声 - 小杉十郎太
チェスに対抗する義勇軍、クロスガードのNo.2である男性。喫煙者で、事あるごとにしている。
ファントム
声 - 斎賀みつき / 小杉十郎太（テレビCM版）
本作の敵対組織である、「チェスの駒」のNo.1ナイト。6年前ダンナと相打ちになり死亡したが、後に復活した。全土にウォーゲーム開催を宣言した。

## 用語・世界観

### ÄRM
この世界におけるマジックアイテムの総称。これを使う術者はÄRM使いと呼ばれる。使いこなすには、経験を積み重ねることで術者に染み込んでいく「魔力」とÄRMを“自分の体の一部”のように心を通わせる（シンクロさせる）ことで呼び覚まされる視覚や聴覚、触覚などとは異なる感覚である「シックスセンス（第六感）」が必要とされる。
「シックスセンス（第六感）」は、主に直感や想像力が必要とされ、会得できれば相手の弱点ポイントやÄRMの動きを的確に見切ることができる。
本作品の重要なアイテムであり、ÄRMは、安西の趣味であるシルバーアクセサリーを基に考案された。

### 世界設定
舞台となるメルヘヴンは魔法が存在しており、それらが生活に根付いている。機械はないがパルトガイン等例外も存在する。

### メルヘヴン大戦
戦闘集団である「チェスの兵隊」が、メルヘヴンに全土に対して仕掛けた大規模な戦争。作中では6年前に起きた大戦を“第一次大戦”とし、6年後に再び起きた大戦を“第二次大戦”としている。
大戦の内容は大きく2段階に分かれており、第1段階として半分程度の国々をテロ的に壊滅させ、第2段階としてウォーゲームを開催する。

#### ウォーゲーム
ファントムがチェスの兵隊に造反する者を直接始末するため、メルヘヴン全土に呼びかけた代理戦争。
参加するためには指定された場所に期間内に到着し、予選である「テスト」を合格しなければならない。しかし特例として、ファントムによって実力を評価された人物も途中参加を認められることがあり、全てはファントムの一存となっている。

### 手順
本戦の試合形式は1対1のÄRMバトルを団体戦形式で行われ、以下の手順を踏む。
1. 2つのサイコロの目の数でフィールドと人数を決める
2. 各チーム（メル・チェス・クロスガード）で参加者を決める（指定人数より少なくても構わない）
3. 参加者が各チーム1人ずつ戦う（個人戦）
最終的にチームごとの勝者数を比べて、チームの勝敗を決める（団体戦）
4. 負けたチームに所属している上に、個人で敗れた者は以後のウォーゲームへの参加資格を失う。
負けたチームに所属していても、個人で勝利していれば以後のウォーゲームにも参加可能である。
5. ここまでの団体戦を、全ての参加者が参加資格を失うか、キャプテンが個人戦で敗北するまで、繰り返し行う。

### 登場したフィールド
- レギンレイヴフィールド（1st、7thバトル）
- 砂漠フィールド（2nd、5thバトル）
- 火山群フィールド（3rdバトル）
- 氷原フィールド（4thバトル）
- キノコフィールド（6thバトル）

### ウォーゲーム成績表
| 1stバトル 1. ×レノ vs アルヴィス○ 2. ○パノ vs ジャック× 3. ×ガロン vs ギンタ○ 2ndバトル 1. ×フーギ vs スノウ○ 2. ○ロコ vs ナナシ× 3. ×マイラ vs ドロシー○ 3rdバトル 1. ×アリババ vs アラン○ 2. ×パノ vs ジャック○ 3. ○Mr.フック vs スノウ× 4. ×カノッチ vs ギンタ○ 5. ○ロラン vs アルヴィス× 4thバトル 1. ×Mr.フック vs アルヴィス○ 2. ×コレッキオ vs ジャック○ 3. ×アヴルートゥ vs ドロシー○ 4. △アクア vs ナナシ△ 5. ×ギロム vs ギンタ○ 6. ×ラプンツェル vs ドロシー○ | 5thバトル 1. ×エモキス vs スノウ○ 2. ×ハメルン vs アルヴィス○ 3. △キャンディス vs ジャック△ 4. ×アッシュ vs ギンタ○ 5. ×ガリアン vs ナナシ○ 6thバトル 1. ○シャトン vs アラン× 2. ×コウガ vs アルヴィス○ 3. ×ピノキオン vs ドロシー○ 4. ○マジカル・ロウ vs スノウ× 5. ×イアン vs ギンタ○ 7thバトル（最終決戦） 1. ×ヴィーザル vs ジャック○ 2. ×ロラン vs アルヴィス○ 3. ×キメラ vs ドロシー○ 4. ×ハロウィン vs アラン○ 5. ×ペタ vs ナナシ○ 6. ×ファントム vs ギンタ○ レスターヴァ城の決戦 ×マジカル・ロウ vs アラン○ ×ファントム vs アルヴィス○ ×クイーン（ディアナ） vs ドロシー○ ×キング（ダンナ態） vs ギンタ○ ×キング（本体） vs ギンタ（精神）○ |

## アニメ（メルヘヴン）

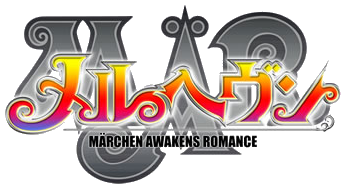
TVアニメ版ロゴ

週刊少年サンデー2005年7号にてアニメ化が告知され、同年4月から2007年3月まで放送された。当時サンデー本誌掲載作品の内、読者及び書店アンケートのアニメ化希望が最も高い作品だった。本作は終盤部分等の展開が原作と大きく異なるが、安西はノータッチだという。

### スタッフ
| 原作                             | 安西信行（小学館刊「週刊少年サンデー」連載）                              |
| 原案協力                         | 新谷典子                                                                  |
| 監督                             | 奥脇雅晴（1話〜52話）→川口敬一郎（53話〜最終話）                          |
| スーパーバイザー                 | 野村敦司、沢辺伸政、斎藤裕                                                |
| シリーズ構成                     | 武上純希                                                                  |
| キャラクターデザイン・総作画監督 | 小丸敏之                                                                  |
| ÄRM設定デザイン                  | 蝦名康哲（1話〜51話）→今野幸一（52話〜最終話）                            |
| 美術監督                         | 梶原芳郎                                                                  |
| カラーデザイン                   | 黒柳朋子                                                                  |
| 撮影監督                         | ひろちけんじ                                                              |
| 編集                             | 小峰博美                                                                  |
| 音響監督                         | 渡辺淳                                                                    |
| 音楽                             | 池田大介                                                                  |
| 企画協力                         | 小学館キャラクター事業センター                                            |
| 3DCG制作                         | 小学館ミュージック&デジタル エンタテイメント                              |
| ラインプロデューサー             | 下地志直（XEBEC）（1話〜26話）                                            |
| アニメーションプロデューサー     | 桜井涼介                                                                  |
| プロデューサー                   | 笹村武史（1〜10話）→青木俊志（11〜71話）→岩田伸一（72〜最終話）、古市直彦 |
| アニメーション制作               | シナジージャパン→SynergySP                                                |
| 製作                             | テレビ東京・小学館プロダクション、TX                                      |

出典は。

### 主題歌

#### オープニングテーマ
「君の思い描いた夢 集メル HEAVEN」（第1話〜第26話）
作詞 - AZUKI七 / 作曲 - 中村由利 / 編曲 - 古井弘人 / 歌 - GARNET CROW
- タイアップ決定後、本作をイメージして歌詞が作られた。
- 13話からイアンの服装が変更になっている。

「晴れ時計」（第27話〜第51話）
作詞 - AZUKI七 / 作曲 - 中村由利 / 編曲 - 古井弘人 / 歌 - GARNET CROW
- 30話、44話から映像が一部変更になっている。また、34話、35話では、その話で活躍するÄRMが登場している。

「夢・花火」（第52話〜第77話）
作詞 - AZUKI七 / 作曲 - 中村由利 / 編曲 - 古井弘人 / 歌 - GARNET CROW
- 54話から映像が一部変更になっている。

「風とRAINBOW」（第78話〜第102話）
作詞 - AZUKI七 / 作曲 - 中村由利 / 編曲 - 古井弘人 / 歌 - GARNET CROW
- 86話から映像が変更になっている。

#### エンディングテーマ
「I just wanna hold you tight」（第1話〜第13話）
作詞・作曲・歌 - 小松未歩 / 編曲 - 小林哲
「不機嫌になる私」（第14話〜第26話）
作詞・作曲 - 小松未歩 / 編曲 - MissTy / 歌 - 岩田さゆり
「毎日アドベンチャー」（第27話〜第39話）
作詞・歌 - スパークリング☆ポイント / 作曲 - 三好誠 / 編曲 - 大賀好修
「桜色」（第40話〜第51話）
作詞 - AZUKI七 / 作曲 - 桂花 / 編曲 - 小林哲 / 歌 - 竹井詩織里
「MIRACLE」（第52話〜第64話）
作詞・歌 - 愛内里菜 / 作曲 - 大野愛果 / 編曲 - 葉山たけし
「今宵エデンの片隅で」（第65話〜第77話）
作詞 - AZUKI七 / 作曲 - 中村由利 / 編曲 - 古井弘人 / 歌 - GARNET CROW
- 73話から背景に動画が挿入されている。

「もう心揺れたりしないで」（第78話〜第90話）
作詞・作曲・歌 - 北原愛子 / 編曲 - 古井弘人
「この手を伸ばせば」（第91〜第101話）
作詞 - AZUKI七 / 作曲 - 中村由利 / 編曲 - 古井弘人 / 歌 - GARNET CROW
「君の思い描いた夢 集メル HEAVEN」（最終話）
- フルバージョンで放映された。

### CD
アニメ主題歌のコンピレーション・アルバム。全主題歌（「風とRAINBOW」と「この手を伸ばせば」はTV Edit版のみ、隠しトラック扱い）収録。売り上げ枚数は1487枚。CDJournalではアーティストがGIZA所属の人々で構成されていることから、統一感があると評された。

### DVD
全て発売元は小学館、販売元は ジェネオンエンタテインメント（現 ジェネオン・ユニバーサル）。
- 1〜52話までは『メルヘヴン』名義で発売。全18巻。
- 53〜102話は『メルヘヴン Z（ツヴァイ）』名義で発売。全17巻。
- 全巻にサンデーCM劇場と設定資料集、1期2〜16巻は関連製品のCM、PVを収録したKONAMIメルヘヴンインフォメーションが特典として含まれている。また、初回特典として1期8〜17巻はアルヴィスの描き下ろしイラストがリバーシブルジャケットとして付属。現在、待受画像はケータイサイト終了に伴い入手不可となっている。

上記の他、SSC版8巻発売時に抽選で入手出来た非売品の「少年サンデー特製DVD MÄR」が存在する。中にはサンデーCM劇場ロングバージョンと特典映像が収録されている。

### 放送局
| 放送地域       | 放送局                      | 放送期間                                                                                       | 放送日時                                                                    | 系列           | 備考                         |
| -------------- | --------------------------- | ---------------------------------------------------------------------------------------------- | --------------------------------------------------------------------------- | -------------- | ---------------------------- |
| 関東広域圏     | テレビ東京                  | 2005年4月3日 - 2007年3月25日                                                                   | 日曜 10:00 - 10:30                                                          | テレビ東京系列 | 製作局                       |
| 大阪府         | テレビ大阪                  | 2005年4月3日 - 2007年3月25日                                                                   | 日曜 10:00 - 10:30                                                          | テレビ東京系列 | 同時ネット                   |
| 愛知県         | テレビ愛知                  | 2005年4月3日 - 2007年3月25日                                                                   | 日曜 10:00 - 10:30                                                          | テレビ東京系列 | 同時ネット                   |
| 岡山県・香川県 | テレビせとうち              | 2005年4月3日 - 2007年3月25日                                                                   | 日曜 10:00 - 10:30                                                          | テレビ東京系列 | 同時ネット                   |
| 北海道         | テレビ北海道                | 2005年4月3日 - 2007年3月25日                                                                   | 日曜 10:00 - 10:30                                                          | テレビ東京系列 | 同時ネット                   |
| 福岡県         | TVQ九州放送                 | 2005年4月3日 - 2007年3月25日                                                                   | 日曜 10:00 - 10:30                                                          | テレビ東京系列 | 同時ネット                   |
| 富山県         | チューリップテレビ          | 2005年4月20日 - 10月5日 2005年10月17日 - 2006年3月27日 2006年4月3日 - 2007年5月24日            | 水曜 15:54 - 16:24 月曜 15:55 - 16:24 月曜 15:57 - 16:25                    | TBS系列        | 遅れネット                   |
| 青森県         | 青森朝日放送                | 2005年4月25日 - 2007年4月30日                                                                  | 月曜 16:00 - 16:30                                                          | テレビ朝日系列 | 遅れネット                   |
| 岩手県         | 岩手めんこいテレビ          | 2005年4月27日 - 2007年5月2日                                                                   | 水曜 16:54 - 17:24                                                          | フジテレビ系列 | 遅れネット                   |
| 日本全域       | BSジャパン （現・BSテレ東） | 2005年4月28日 - 2006年3月30日 2006年4月6日 - 2007年4月19日                                     | 木曜 19:25 - 19:55 木曜 19:30 - 20:00                                       | BS放送         | 遅れネット                   |
| 宮城県         | 東日本放送                  | 2005年5月18日 - 2006年3月29日 2006年4月5日 - 2007年6月13日                                     | 水曜 16:00 - 16:30 水曜 15:54 - 16:24                                       | テレビ朝日系列 | 遅れネット                   |
| 長野県         | 長野放送                    | 2005年5月18日 - 2006年3月29日 2006年4月4日 - 2007年5月29日                                     | 水曜 16:00 - 16:30 火曜 15:30 - 16:00                                       | フジテレビ系列 | 遅れネット                   |
| 秋田県         | 秋田テレビ                  | 2005年5月24日 - 2007年5月29日                                                                  | 火曜 16:25 - 16:55                                                          | フジテレビ系列 | 遅れネット                   |
| 愛媛県         | 南海放送                    | 2005年6月2日 - 2006年3月30日 2006年4月6日 - 2006年9月28日 2006年10月5日 - 2007年5月28日        | 木曜 15:55 - 16:24 木曜 15:51 - 16:20 木曜 15:53 - 16:21                    | 日本テレビ系列 | 遅れネット                   |
| 静岡県         | 静岡朝日テレビ              | 2005年7月10日 - 2006年3月26日 2006年4月8日 - 2007年8月25日                                     | 日曜 12:00 - 12:27 土曜 6:00 - 6:30                                         | テレビ朝日系列 | 遅れネット                   |
| 山口県         | テレビ山口                  | 2005年7月16日 - 2006年3月25日 2006年4月3日 - 2007年2月5日 2007年2月12日 2007年2月19日 - 7月9日 | 土曜 10:47 - 11:16 月曜 16:20 - 16:50 月曜 16:55 - 17:25 月曜 16:25 - 16:55 | TBS系列        | 遅れネット                   |
| 広島県         | 広島ホームテレビ            | 2005年7月19日 - 2006年3月28日 2006年4月8日 - 2007年8月25日                                     | 火曜 15:50 - 16:20 土曜 6:30 - 7:00                                         | テレビ朝日系列 | 遅れネット                   |
| 日本全域       | AT-X                        | 2005年7月27日 - 2007年7月7日                                                                   | 水曜 9:30 - 10:00/20:30 - 21:00 土曜 14:30 - 15:00/24:30 - 25:00            | CS放送         | 遅れネット、リピート放送あり |

| テレビ東京系 日曜10:00枠 | テレビ東京系 日曜10:00枠 | テレビ東京系 日曜10:00枠 |
| 前番組                   | 番組名                   | 次番組                   |
| ------------------------ | ------------------------ | ------------------------ |
| ギャグコロスタジオ       | MÄR-メルヘヴン-          | ハヤテのごとく!          |

- 海外ではアメリカのカートゥーンネットワーク[75]、フランスのMCM Série[76]、台湾の華視官方網站[77]等で放送された。
- 2008年と2014年にはトゥーンディズニー、及びディズニーXD[78]のJETIX枠で再放送された。

### メルヘヴン情報局
53〜101話の放送EDのスタッフロール終了後から次回予告の間に放送されたパタパタアニメ風のコーナーで、エドワードとベルがかけ合う型式である。時間は30秒。

### 批評、反響
- アニメディア2005年4月号で発表された読者期待度アンケートでは、1291票を獲得し4位であり、女性読者からの期待度が高かった[79]。
- キャラクターデザイン担当の小丸によると、同時期に放送された作品よりもファン層は年齢が低めだったという[80]。
- 2007年平均視聴率は関東では圏外、関西では3.8％でアニメカテゴリでは26位だった[81]。
- 海外では前述通り複数国で放送されるも、多くの国で52話止まりとなった。一方で韓国、イタリア[82]等一部の国では102話全て放送された。
- activeAnimeのレビュアーであるDAVEY C. JONESは、あらゆる種類の騒乱と奇抜なキャラクターと滑らかなCGがあり、楽しいと評している。特にワンピースのファンは、本作のハイパーアクションとユーモアのセンスを気に入るはずだと語っている[83]。
- フランスでの2008年アニメコンテンツ売り上げは134,585€で16位だった[84]。

### 展開
- 「おはスタ」内においてアニメ放送中、毎週金曜日に番組紹介が行われていた。同番組内の「コロコロ天気キッズ」にて、本作のキャラクター達が登場していた。
- アニメ開始時に会員制ケータイサイトがサービス開始。放送中毎週更新され、待ち受けダウンロードや声優日記、占いなどのコンテンツがあった[85]。2011年サービス終了。
- 2005年、2006年[86]には単独イベントとなるメルフェスが開催され、約8000人が来場した[87]。
- 2006年6月度のロッテリアキッズセットに本作が登場した。対象メニューを注文すると限定のカードとプレイシートが入手出来た[88]。

### 少年サンデーCM劇場『MÄR』編
2003年6月より、CM形態として放送されていた。制作はサンライズ 。フルバージョンは60秒だが、放送されていたのは主に15秒版であり、30秒版もある。30秒版はDVD全巻に特典として収録されている。

## ゲーム

### コンシューマーゲーム
全作発売はKONAMI（現コナミデジタルエンタテインメント）   、開発はアルファ・ユニット、2作目のみKONAMI。レーティングは全てCERO：A（全年齢対象）。

### 第1作
月間売り上げは48676本で22位。最高順位8位、登場回数3回。ストーリーは途中まで原作通りだが終盤はオリジナル展開となっている。ファミ通ではデッキ作成が楽しめるが、強いÄRMによる戦闘のパターン化や移動がスムーズでない所を難点として指摘している。8点を与えたレビュアーは携帯機とゲームシステムがマッチしているとの評価を下した。ファミ通キューブ＋アドバンスではオール6点の評価となり、ストーリーやキャラが魅力的、グラフィックが綺麗だが戦闘は運頼みとなる、横にしか攻撃出来ないとの批評を下した。電撃ニンテンドーではシステムが斬新、アクションに自信のある人、原作ファンにおすすめと評された。

### 第2作
2005年11月3日、2006年12月14日（廉価版） 発売
初動は9625本で12位、月間売り上げは11113本で46位だった。ファミ通PS2では、レビュアーの一人が操作が簡単、高い原作再現、豊富なライブラリが良いとする反面、モードとボイスの少なさを欠点として指摘している。また電撃プレイステーションでは読み込みとテンポの悪さが難、豊富なカスタマイズ要素とやり込み要素が良いとされた。総じてキャラが魅力的であるとも評価されている。

### 第3作
ニンテンドーDS用ソフト。
2006年3月30日、2006年12月14日（廉価版）発売。
最高順位26位、登場回数1回。KNOCKIN'ON HEAVEN'S DOORとはダブルスロットを利用した連動有り。シナリオ作成は佐藤真人が担当し、安西は原案となっている。

### 第4作
ニンテンドーDS用ソフト。
2006年8月26日（イベント先行）9月7日（一般販売）発売。GBA版との連動有り。
原作の終盤のシナリオをもとにしたアナザーストーリー。アニメ版ではこのゲームでのオリジナルシナリオが多数登場している。シナリオ作成はカルデアの悪魔同様佐藤真人が担当し、安西は監修となっている。

### ブラウザゲーム
GAME MÄR Memory
アニメ放送中WEBサンデー内のPLAYワールド内に存在した神経衰弱ゲーム。通常のカードのほかイベントカードが存在した。全4ステージ。全てクリアすると壁紙が入手でき、高得点クリアでさらにスペシャル壁紙が入手できた。

### トレーディングカードゲーム
『メルヘヴン -THE ÄRM BATTLE-』のタイトルでコナミから発売された。総発売枚数は2000万枚以上。
スターター
- AKT.1「異界から来た少年」（2005年4月28日発売）全25種

初回特典版はバッボ、スノーマン、バトルスコップのリングが付属。
- AKT.2「異界に賭けし者」（2005年12月1日発売）全30種
- AKT.3「雷撃の騎士達」（2006年7月20日発売）全29種

ブースターパック
- AKT.1「異界から来た少年」（2005年6月1日発売）全71種
- AKT.2「開戦!!ウォーゲーム」（2005年7月21日発売）全62種
- AKT.3「チェスの逆襲」（2005年10月12日発売）全62種

ミニサイズの単行本1巻が同封されたコミックパックも同時発売された。
- AKT.4「連撃のガーディアン」（2006年1月19日発売）全70種
- AKT.5「黒炎の襲撃者」（2006年4月20日発売）全63種
- AKT.6「雷撃の騎士達」（2006年7月20日発売）全70種
- AKT.7「烈風の魔女」（2006年10月19日発売）全63種
- AKT.8「邪悪なる覇道」（2006年12月7日発売）全63種
- AKT.9「伝説の鼓動」（2007年3月15日発売）全64種

一部メルΩの登場キャラクターカードも収録されている。

リングパック
- AKT.1 白銀の守護者 （2006年8月31日発売）全21種
- AKT.2 ガーゴイルの咆哮（2006年12月21日発売）全21種
- AKT.3 爆轟のア・バオア・クー（2007年3月8日発売）全21種
- ベスト・オブ・リングパック（2006年10月19日発売）全21種

限定パック
イベント会場限定
- LIMITED EDITION 全5種
- LIMITED EDITION2 全5種
- LIMITED EDITION3 HOLY WHITE 全5種

週刊少年サンデー2006年14〜17号応募者全員サービス「メルヘヴン完全限定カードセット」
- BRAVE GOLD  全11種
- COOL SILVER  全11種

その他
- ÄRMリング（食玩） AKT1〜AKT4 各6種
- ÄRMリング体験版
- 各種PRカード

### 電子玩具
メルヘヴン アームバトラー
タカラ（現タカラトミー）より2005年5月発売。バッボの形をした模型にタッチパネルがついた電子玩具。ギンタバージョンとアルヴィスバージョンがあり、外観のほか出現するÄRMが一部異なる。

## 書誌情報
全て小学館からの発行。
| 巻数 | 初版発行日     | 発売日         | ISBN              |
| ---- | -------------- | -------------- | ----------------- |
| 1    | 2003年6月15日  | 2003年5月17日  | 978-4-09-126441-1 |
| 2    | 2003年8月15日  | 2003年7月18日  | 978-4-09-126442-8 |
| 3    | 2003年11月15日 | 2003年10月18日 | 978-4-09-126443-5 |
| 4    | 2004年2月15日  | 2004年1月17日  | 978-4-09-126444-2 |
| 5    | 2004年5月15日  | 2004年4月17日  | 978-4-09-126445-9 |
| 6    | 2004年7月15日  | 2004年6月18日  | 978-4-09-126446-6 |
| 7    | 2004年10月15日 | 2004年9月17日  | 978-4-09-126447-3 |
| 8    | 2005年1月15日  | 2004年12月17日 | 978-4-09-126448-0 |
| 9    | 2005年4月15日  | 2005年3月18日  | 978-4-09-126449-7 |
| 10   | 2005年7月16日  | 2005年6月16日  | 978-4-09-126450-3 |
| 11   | 2005年10月15日 | 2005年9月16日  | 978-4-09-127331-4 |
| 12   | 2006年1月15日  | 2005年12月15日 | 978-4-09-127332-1 |
| 13   | 2006年4月15日  | 2006年3月17日  | 978-4-09-120125-6 |
| 14   | 2006年7月15日  | 2006年6月16日  | 978-4-09-120380-9 |
| 15   | 2006年9月15日  | 2006年8月11日  | 978-4-09-120575-9 |

SSC版の単行本は全巻、電子書籍化されている。
| 巻数 | 初版発行日     | 発売日         | ISBN              |
| ---- | -------------- | -------------- | ----------------- |
| 1    | 2012年11月21日 | 2012年11月16日 | 978-4-09-124082-8 |
| 2    | 2012年12月23日 | 2012年12月18日 | 978-4-09-124083-5 |
| 3    | 2013年1月23日  | 2013年1月18日  | 978-4-09-124084-2 |
| 4    | 2013年2月23日  | 2013年2月18日  | 978-4-09-124085-9 |
| 5    | 2013年3月23日  | 2013年3月18日  | 978-4-09-124086-6 |
| 6    | 2013年4月23日  | 2013年4月18日  | 978-4-09-124087-3 |
| 7    | 2013年5月22日  | 2013年5月17日  | 978-4-09-124088-0 |
| 8    | 2013年6月23日  | 2013年6月18日  | 978-4-09-124089-7 |

- 公式ファンブック
  - MÄR公式ファンブック AKT.SILVER
  - 2005年8月25日初版発行（2005年7月15日発売） ISBN 978-4-09-127772-5
- プロトタイプ版
  - 安西信行短編集  CRAZY MANIAX
  - 2006年9月15日[141]初版発行（2006年8月11日発売） ISBN 978-4-09-120577-3
  - フェアリースノウ収録
- 各種ガイドブック

全てムックブランドはワンダーライフスペシャルとなっている。
- - メルヘヴン ノッキンオンヘヴンズドア  公式ガイドブック - 2005年8月16日発売 ISBN 978-4-09-106249-9
  - メルヘヴン アームファイトドリーム 公式ガイドブック - 2005年12月26日発売 ISBN 978-4-09-106272-7
  - メルヘヴン カルデアの悪魔 公式ガイドブック - 2006年4月26日発売 ISBN 978-4-09-106298-7
  - メルヘヴン 忘却のクラヴィーア 公式ガイドブック - 2006年9月28日発売 ISBN 978-4-09-106321-2
  - メルヘヴン ザ・アームバトル ÄRMマスター超必勝ブック - 2005年12月9日発売 ISBN 978-4-09-106269-7